# Baa Baa Black Sheep
Baa Baa Black Sheep (conocida como "Escuadrón de las Ovejas Negras", en España, y "'Los Tigres Voladores", en Hispanoamérica) fue una serie de televisión estadounidense transmitida entre 1976 y 1978, basada en la novela homónima escrita por el coronel Gregory Boyington, apodado "Pappy" (por su edad, que era superior a la edad media en un piloto). Trata de las vivencias del propio mayor Gregory "Pappy" Boyington, quien formó el escuadrón VMF-214 del Cuerpo de Marines con pilotos que tenían pendiente alguna corte marcial por cargos como desobediencia, indisciplina, beber en servicio y otros, siendo Boyington igual o tan flexible él mismo con el reglamento militar. Esta serie de descarriados e inadaptados se convertirían en uno de los mejores escuadrones de combate durante la Segunda Guerra Mundial. La serie de la NBC se transmitió de septiembre de 1976 a septiembre de 1978 con 37 episodios en total. El papel de Pappy Boyington lo interpretó Robert Conrad, quien fue nominado como mejor actor de serie dramática.

## Elenco
- Mayor Greg "Pappy" Boyington (piloto/comandante del VMF-214) (1976–1978): Robert Conrad.
- Capitán Jim Gutterman (piloto) (1976–1977): James Whitmore Jr.
- Tte. 1.º/Capt. Larry Casey (piloto) (1976–1978): W.K. Stratton
- Tte. 1.º Jerry Bragg (piloto) (1976–1978): Dirk Blocker
- Tte. 1.º TJ Wiley (piloto) (1976–1978): Robert Ginty
- Tte. 2.º Bob Anderson (piloto) (1976–1978): John Larroquette
- Tte. 1.º Don French (piloto) (1976–1978): Jeff McKay
- Tte. 1.º Bob Boyle (piloto) (1976–1978): Larry Manetti
- Tte. 2.º Jeb Pruitt (piloto) (1977–1978): Jeb Stuart Adams
- Sargento Andy Micklin (mecánico) (1977–1978): Red West
- Sgt. Hutch Hutchinson (mecánico) (1976–1977): Joey Aresco
- Coronel Thomas A. Lard (oficial en E. Marcos) (1976–1978): Dana Elcar.
- General Thomas W. Moore (comandante en E. Marcos) (1976–1978): Simon Oakland.

## Lista de episodios

### Temporada 1 (1976 - 1977)

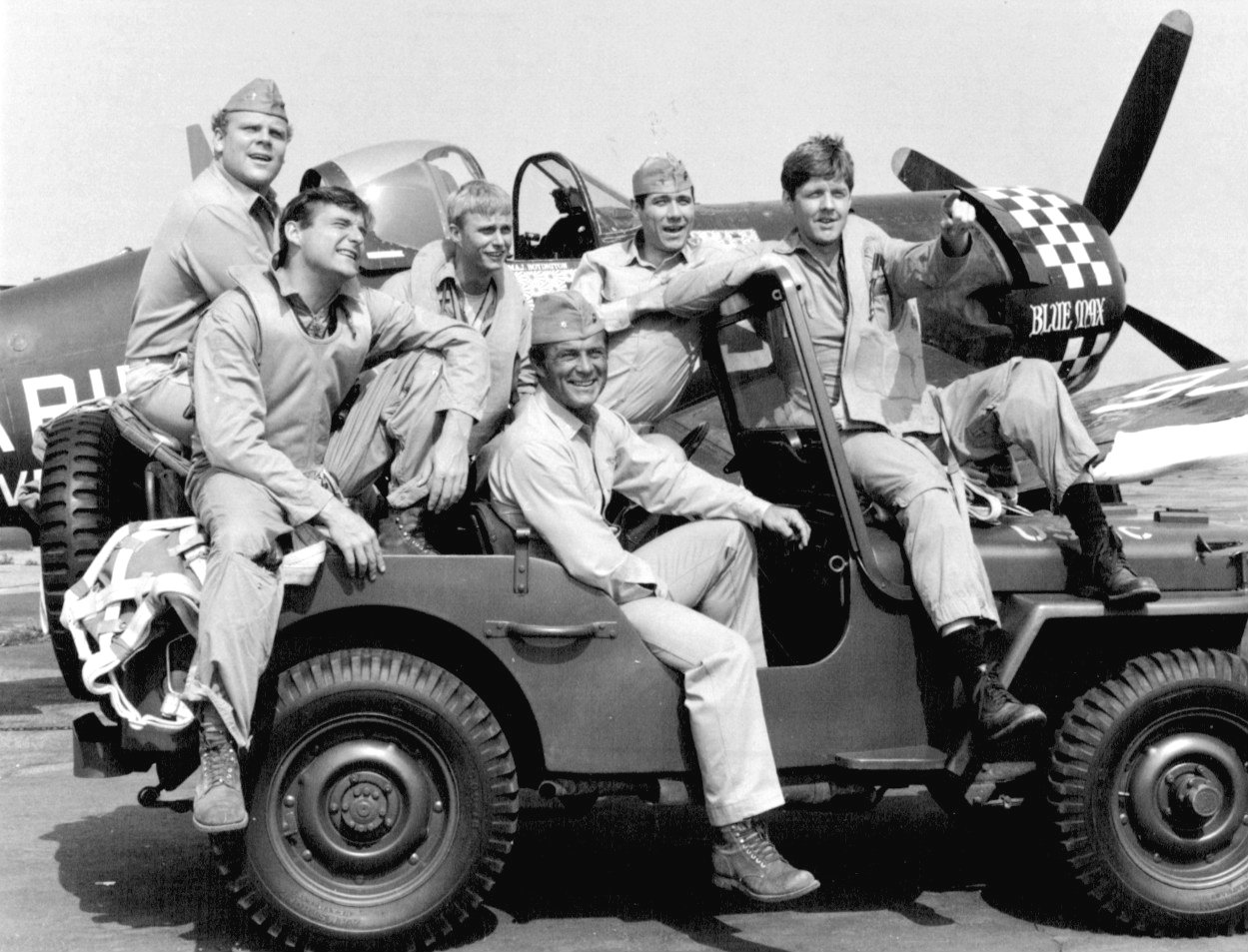
Foto del elenco en 1976

| Episodio # | Título                              | Proyección               | Director        | Estrella invitada | Notas |
| ---------- | ----------------------------------- | ------------------------ | --------------- | ----------------- | ----- |
| S01E00     | Flying Misfits                      | 21 de septiembre de 1976 | Russ Mayberry   | Charles Napier    |       |
| S01E01     | Best Three Out of Five              | 23 de septiembre de 1976 | Lawrence Doheny | Charles Napier    |       |
| S01E02     | Small War                           | 28 de septiembre de 1976 | Walter Doniger  | Rene Auberjonois  |       |
| S01E03     | High Jinx                           | 5 de octubre de 1976     | John Peyser     | Donald Petrie     |       |
| S01E04     | Prisoners of War                    | 12 de octubre de 1976    | Jackie Cooper   | Clyde Kusatsu     |       |
| S01E05     | Presumed Dead                       | 26 de octubre de 1976    | Lawrence Doheny | Kent McCord       |       |
| S01E06     | The Meatball Circus                 | 9 de noviembre de 1976   | John Peyser     |                   |       |
| S01E07     | Up for Grabs                        | 16 de noviembre de 1976  | Ivan Dixon      |                   |       |
| S01E08     | Anyone for Suicide?                 | 23 de noviembre de 1976  | Jackie Cooper   |                   |       |
| S01E09     | New Georgia on My Mind              | 30 de noviembre de 1976  | Jeannot Szwarc  |                   |       |
| S01E10     | The Cat's Whiskers                  | 7 de diciembre de 1976   | Russ Mayberry   |                   |       |
| S01E11     | Love and War                        | 14 de diciembre de 1976  | William Wiard   |                   |       |
| S01E12     | The War Biz Warrior                 | 4 de enero de 1977       | Lawrence Doheny |                   |       |
| S01E13     | The Deadliest Enemy of All: Parte 1 | 11 de enero de 1977      | Barry Shear     | Anne Francis      |       |
| S01E14     | The Deadliest Enemy of All: Part 2  | 18 de enero de 1977      | Barry Shear     | Anne Francis      |       |
| S01E15     | Devil in the Slot                   | 25 de enero de 1977      | Edward Dein     |                   |       |
| S01E16     | Five the Hard Way                   | 1 de febrero de 1977     | Jackie Cooper   |                   |       |
| S01E17     | The Last Mission Over Sengai        | 8 de febrero de 1977     | Jackie Cooper   |                   |       |
| S01E18     | Trouble at Fort Apache              | 15 de febrero de 1977    | Edward Dein     |                   |       |
| S01E19     | Poor Little Lambs                   | 22 de febrero de 1977    | Jackie Cooper   |                   |       |
| S01E20     | W*A*S*P*S                           | 1 de marzo de 1977       | Dana Elcar      |                   |       |
| S01E21     | Last One for Hutch                  | 8 de marzo de 1977       | Lawrence Doheny |                   |       |
| S01E22     | The Fastest Gun                     | 22 de marzo de 1977      | Philip DeGuere  |                   |       |

### Temporada 2 (1977 - 1978)
| Episodio # | Título                          | Proyección              | Director             | Estrella invitada | Notas |
| ---------- | ------------------------------- | ----------------------- | -------------------- | ----------------- | ----- |
| S02E01     | Divine Wind                     | 14 de diciembre de 1977 | Lawrence Doheny      | Scott Hylands     |       |
| S02E02     | The 200 Pound Gorilla           | 21 de diciembre de 1977 | Dana Elcar           |                   |       |
| S02E03     | The Hawk Flies on Sunday        | 29 de diciembre de 1977 | Robert Conrad        |                   |       |
| S02E04     | Wolves in the Sheep Pen         | 4 de enero de 1978      | Edward Dein          |                   |       |
| S02E05     | Operation Stand-Down            | 11 de enero de 1978     | Philip DeGuere       |                   |       |
| S02E06     | Ten'll Get You Five             | 18 de enero de 1978     | Robert Conrad        |                   |       |
| S02E07     | Forbidden Fruit                 | 22 de febrero de 1978   | Robert Conrad        |                   |       |
| S02E08     | Fighting Angels                 | 1 de marzo de 1978      | Lawrence Doheny      |                   |       |
| S02E09     | The Iceman                      | 8 de marzo de 1978      | Dana Elcar           |                   |       |
| S02E10     | Hotshot                         | 15 de marzo de 1978     | Lawrence Doheny      |                   |       |
| S02E11     | The Show Must Go on...Sometimes | 23 de marzo de 1978     | Dana Elcar           |                   |       |
| S02E12     | Sheep in the Limelight          | 30 de marzo de 1978     | Lawrence Doheny      | Eleanor Roosevelt |       |
| S02E13     | A Little Bit of England         | 6 de abril de 1978      | Donald P. Bellisario | Peter Frampton    |       |

## Realidad o ficción
Aunque la visión de la guerra estuvo un tanto 'Hollywodense' está basada en hechos reales. El verdadero Gregory Boyington, que fungía en la serie como supervisor técnico decía que era ficción basada en realidad y que ninguno de los personajes era real, salvo él mismo. Incluso en la serie 'Pappy' es el dueño de un perro de raza Bull terrier llamado 'Albóndiga' (Meatball), Boyington declaró que el nunca tuvo un perro y de haberlo tenido no hubiese sido tan feo.

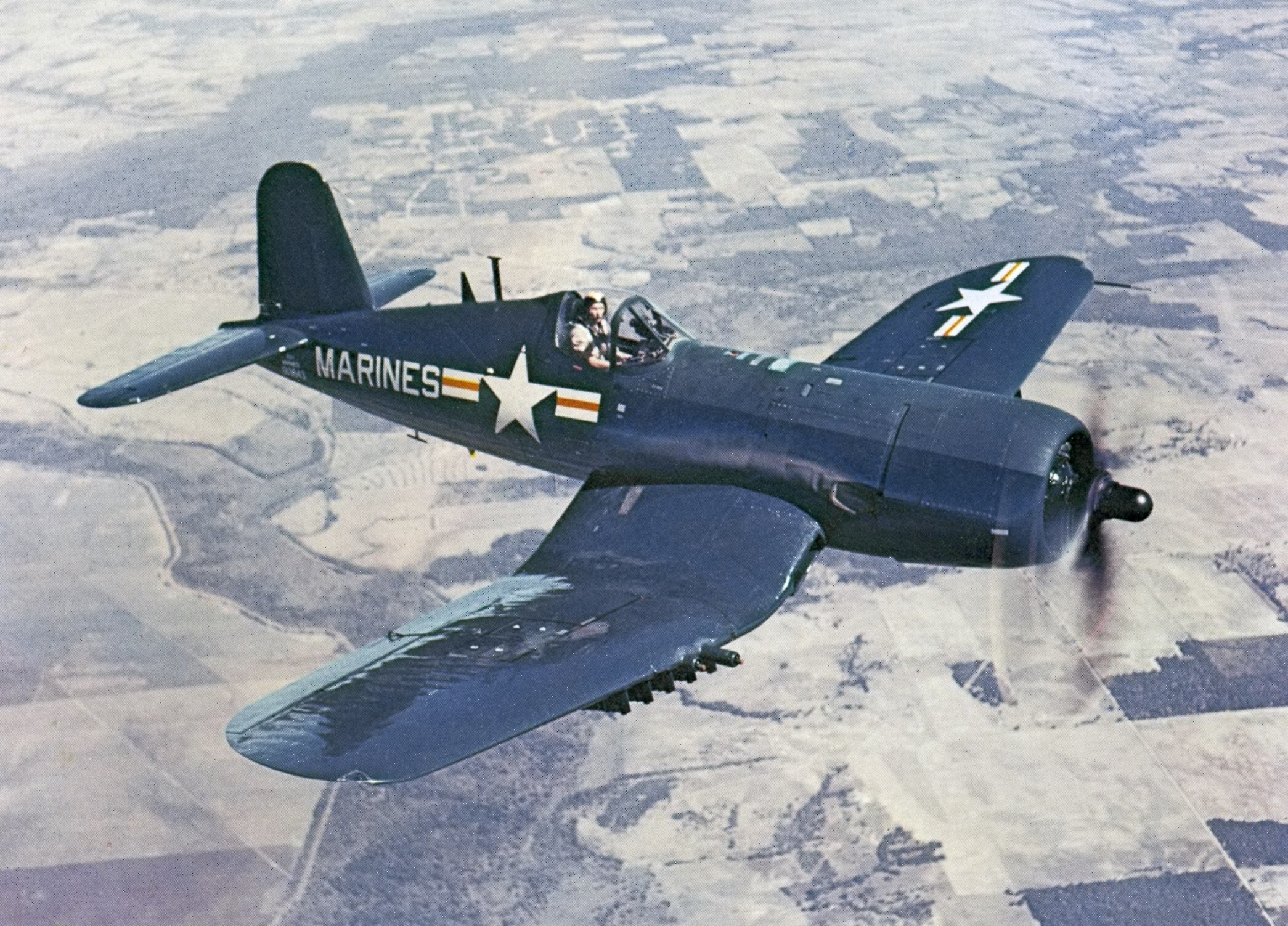
Caza F4U Corsair

Muchos hechos relatados por Boyington han sido cuestionados como el hecho de que él mismo se atribuye haber derribado a 28 aviones japoneses, cuando algunos le atribuyen solo 24. Aunque si le reconocen haber volado en estado de ebriedad y ser un as de la aviación como lo muestra la serie, además de tener carisma para salir de muchos aprietos.
Robert Conrad tenía varias similitudes con Pappy Boyington como su afición por el boxeo, así como para la bebida. Conrad en la vida real llevaba una muy buena amistad con Gregory Boyington incluso este apareció en los capítulos de 'Deadliest enemy of all' y de 'The fastest gun'.

## Producción
El nombre de la isla donde estaba estacionado el VMF-214 en la vida real era Vella Lavella en las Islas Salomón del Pacífico Sur. Este fue cambiado a Vella la Cava en la serie por motivos legales. Lo mismo se hizo para la zona del mando aliado, rebautizando a la isla de Espíritu Santo como Espritos Marcos. Las Islas del Canal de la costa del Sur de California proporcionaron un telón de fondo sustituto adecuado para las escenas de vuelo. El rodaje de las escenas de aeródromo se realizaron principalmente en el aeropuerto Indian-Dunes en Valencia, California (ahora cerrado).
Algunas escenas de combates aire-aire en realidad fueron fragmentos de la película de 1969 La batalla de Inglaterra: las marcas alemanas en los aviones se puede ver claramente. Otros escenas de vuelo son en la técnica de cámaras de montaje en cascos usados por los pilotos, lo que proporciona una vista de pájaro nunca antes vista en películas.

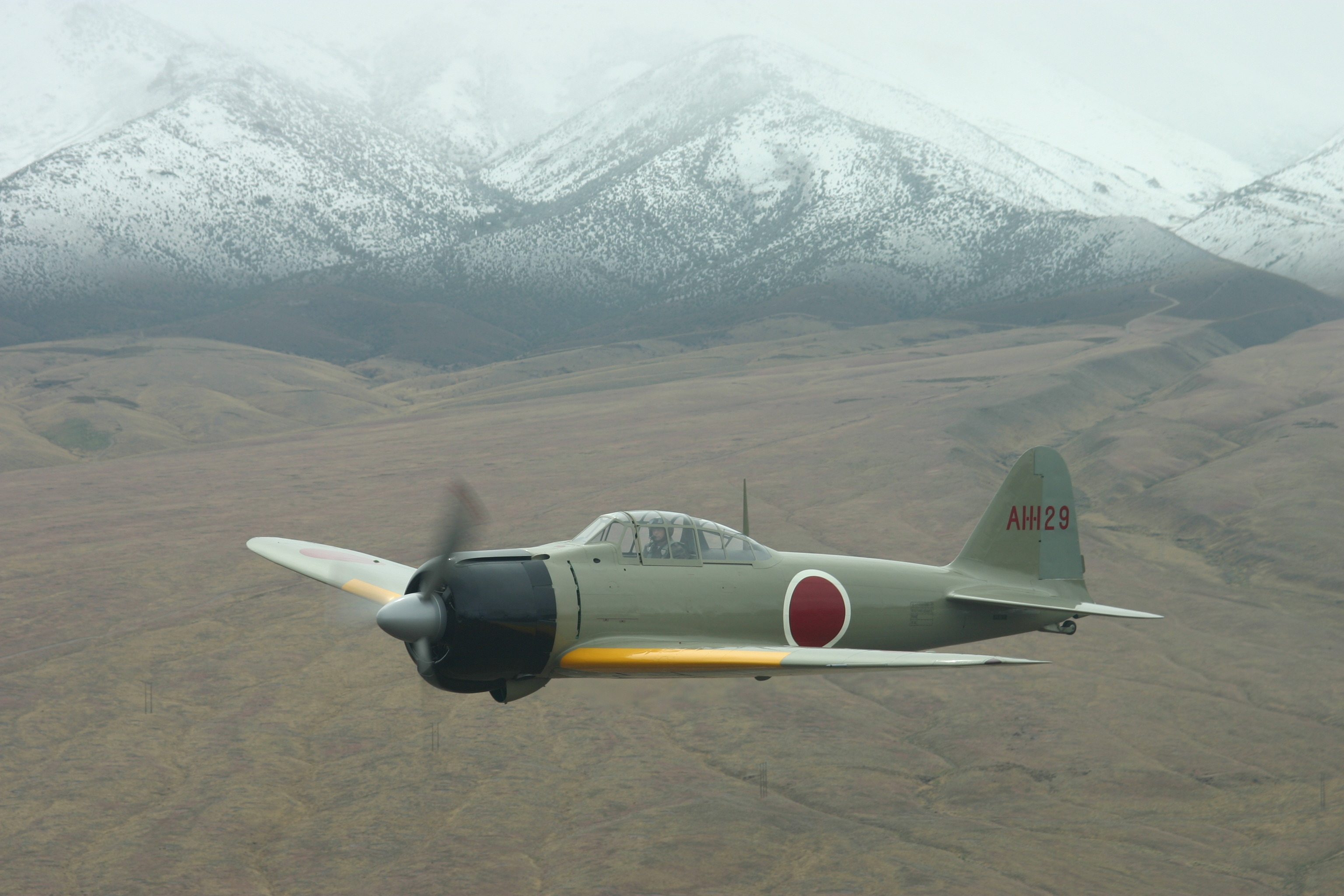
Caza A6M Zero

Los cazas F4U Corsair fueron arrendados a Universal Studios por propietarios privados. Muchas escenas muestran las reparaciones de las aeronaves fueron filmadas durante el mantenimiento preventivo real. Las aeronaves japonesas utilizadas en la serie eran en realidad aviones estadounidenses, que habían sido modificados para parecerse a los aviones japoneses para la película de 1970 Tora! Tora! Tora! y más tarde comprados por coleccionistas. El hidroavión Grumman Duck perteneció al legendario piloto de acrobacias Frank Tallman y a su Museo de la Aviación Tallmanz en Santa Ana, California.
Algunos aviones mostrados en la serie
- Caza estadounidense F4U Corsair
- Caza estadounidense P-40 Warhawk
- Caza estadounidense P-38 Lightning
- Bombardero estadounidense B-17 Flying Fortress
- Avión de transporte estadounidense C-47 Dakota
- Hidroavión biplano estadounidense Grumman J2F Duck
- Avión de entrenamiento estadounidense North American T-6 Texan
- Biplaza estadounidense de transporte de oficiales Piper L-4
- Caza japonés Mitsubishi A6M Zero
- Bombardero en picado japonés Aichi D3A Val

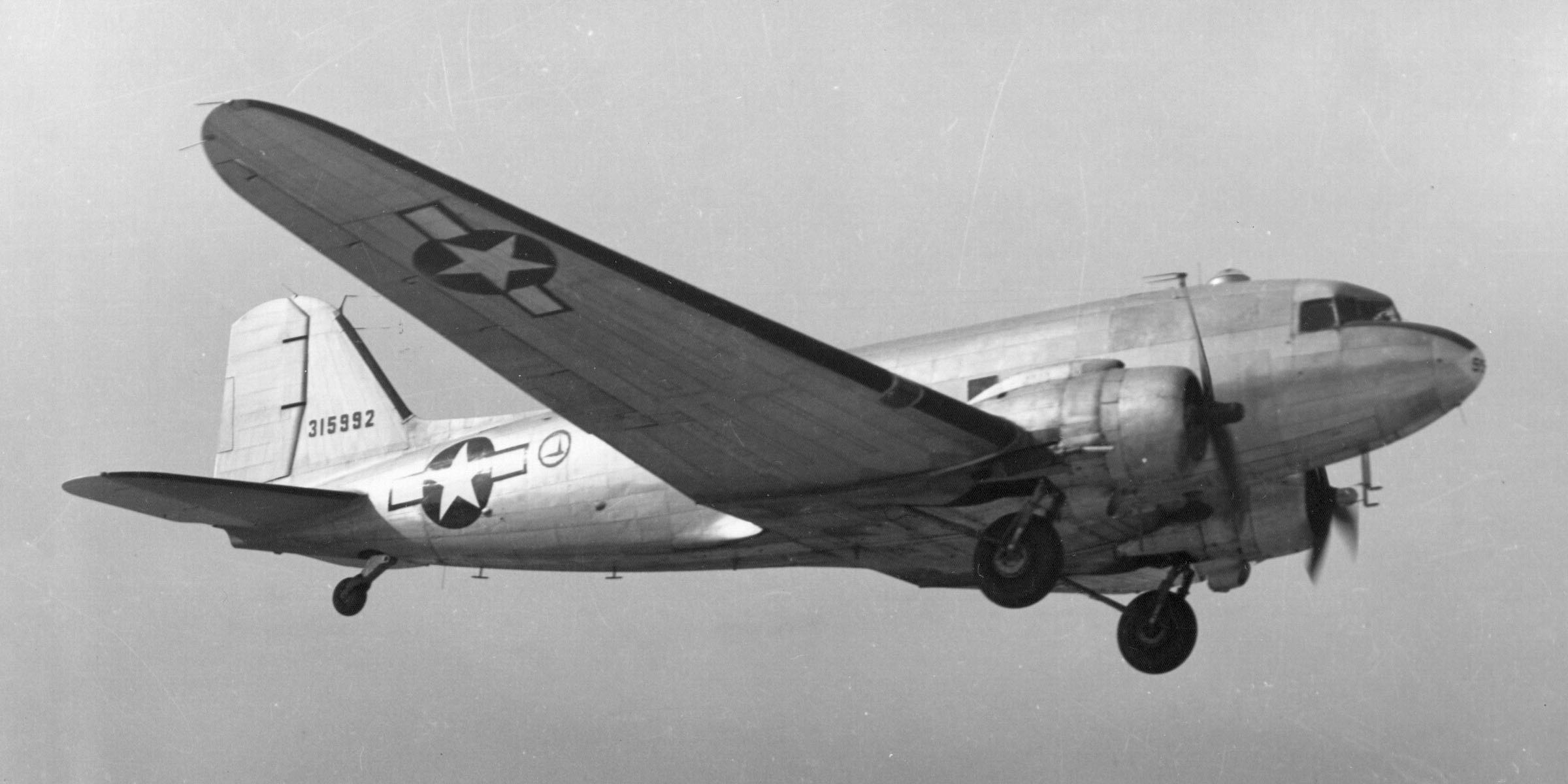
Avión de transporte C-47 Dakota

## Crítica
El día del debut de la serie, The Washington Post llamó a Baa Baa Black Sheep "una serie de guerra dirigida cualquiera que recuerde la Segunda Guerra Mundial como un despertar o como disparar al pavo". Esto puede haber sido porque el programa piloto fue sólo eso. Sin embargo, en el segundo episodio la producción puso manos a la obra a la tarea de luchar una guerra. Los miembros originales del escuadrón VMF-214 de Boyington se opusieron a la serie con el argumento de que no era verdad lo ocurrido en el teatro del Pacífico.

## Título de la serie
"Ovejas Negras" no suena igual que "Tigres Voladores". Los Tigres Voladores fueron en realidad un escuadrón de mercenarios pertenecientes al 1.er. Grupo de Voluntarios Americanos (AVG, por sus siglas en inglés), de la Fuerza Aérea China durante 1941 y 1942. El grupo era un contratista militar privado conformado por expilotos y personal de tierra que anteriormente habían trabajado para las fuerzas armadas de los EE. UU., reclutados por orden presidencial y comandados por el general Claire Lee Chennault. Consistió en tres escuadrones de combate. Se entrenó en Birmania antes de la entrada de Estados Unidos a la Segunda Guerra Mundial con la intención de defender a China de ataques japoneses.

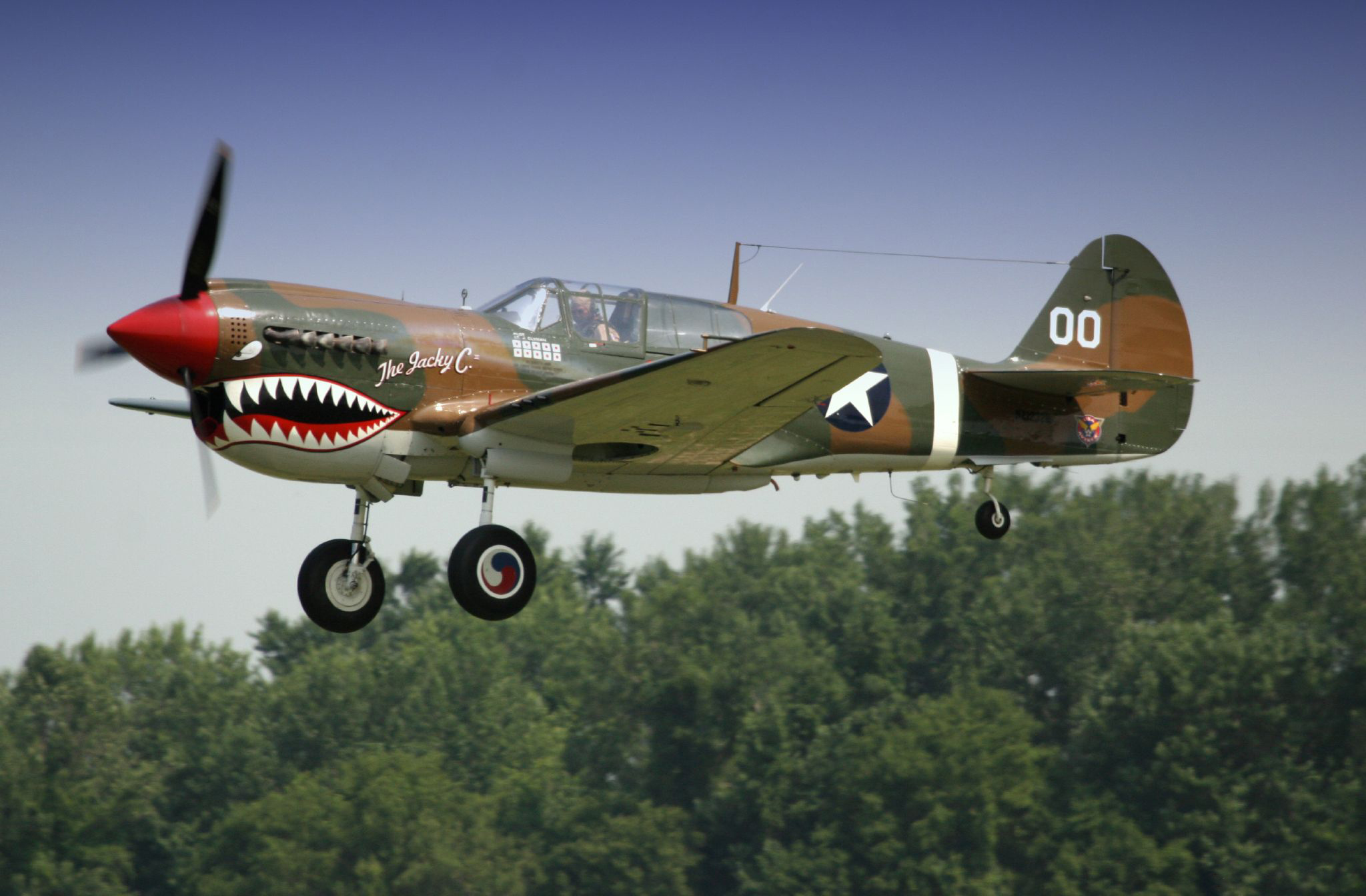
Caza Curtiss P-40 Warhawk

El avión insignia de este escuadrón era el Curtiss P-40. A diferencia del F4U Corsair utilizado por el escuadrón VMF-214 (Ovejas Negras). El P-40 es más reconocido por el motivo de boca de tiburón pintado en ambos lados de la toma de aire debajo de su motor Allison. El F4-U es célebre por el ángulo inferior en sus alas tipo gaviota, su potencia de fuego y sus grandes prestaciones contra el formidable y maniobrable Mitsubishi A6M Zero japonés.
- Datos: Q281955
- Multimedia: Baa Baa Black Sheep (TV series) / Q281955